# 都市テロ対策特殊部隊

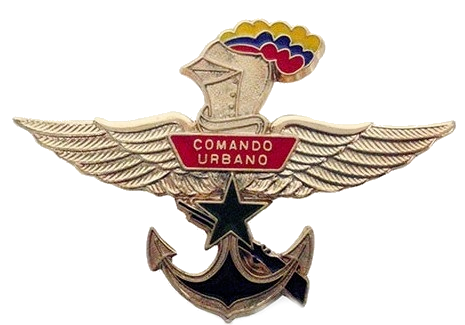
AFEAU

都市テロ対策特殊部隊（スペイン語: Agrupación de Fuerzas Especiales Antiterroristas Urbanas, AFEURもしくはAFEAU）(通称アフィール）はコロンビア陸軍の特殊部隊である。隠密、強襲、チームワークをモットーに対テロ活動や人質救出作戦を実行する精鋭部隊であり、またコロンビアの大統領や他国の要人などVIPの警護を担当する。

## 概要

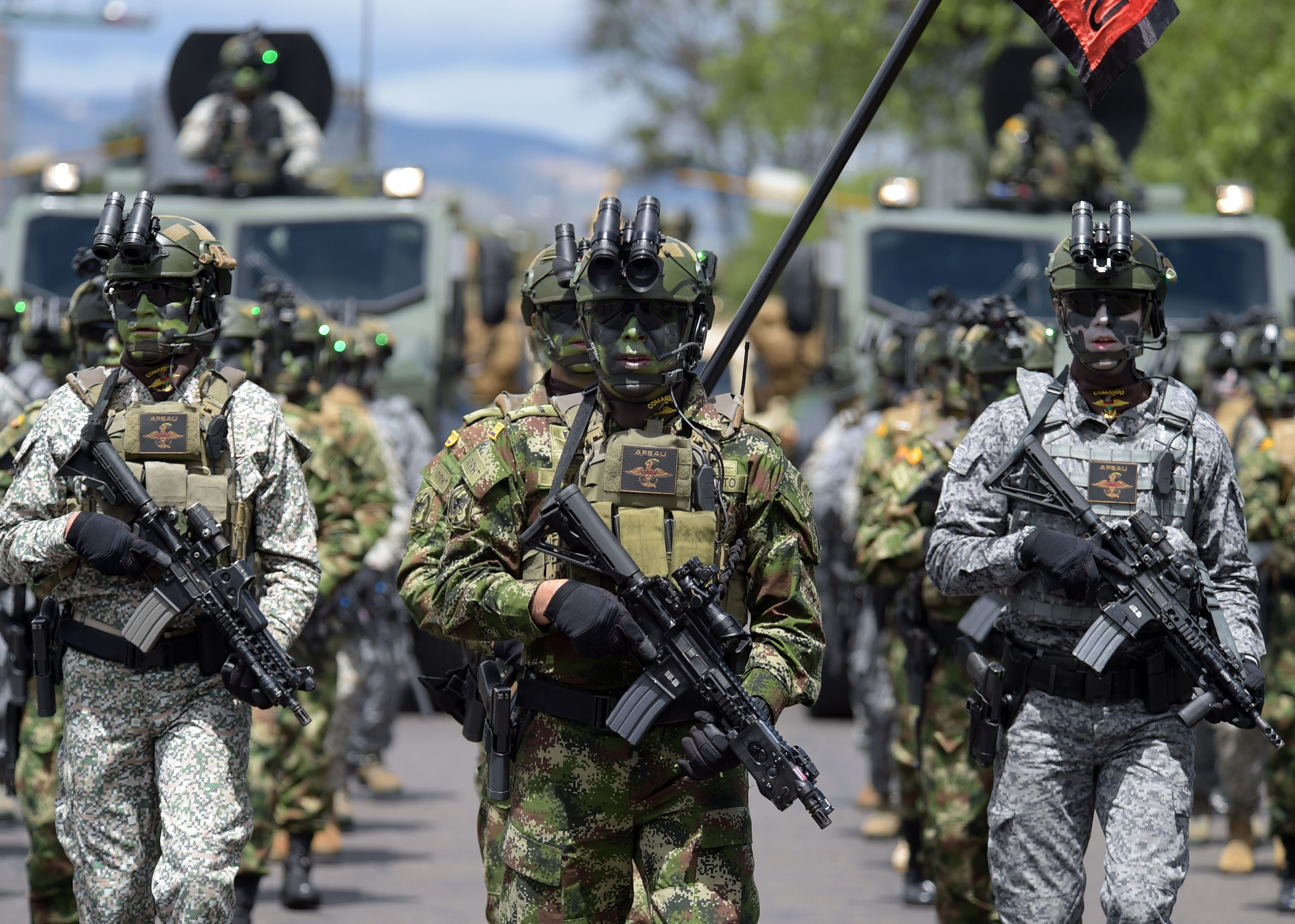
AFEURの隊員

1980年の在コロンビア ドミニカ共和国大使館占拠事件と1985年のコロンビア最高裁占拠事件を契機に創設された。
部隊の規模は国家機密だが70人から100人くらいと言われており、15人単位の分隊(将校2人、隊員13人)を組んで活動している。
2003年、コロンビア政府は全国の主要都市にAFEURの名の下で行動するユニットを設置することを決めた。また同年、コロンビア海軍も海兵隊に独自のAFEURユニットを展開した。海軍AFEURユニットは設立時に陸軍AFEURユニットにより訓練が行なわれており、水陸両用の性質に似て水中浸透訓練に特化している。

## 訓練
コロンビア軍や国家警察の要員の中で犯罪記録がなく、槍騎兵過程など特殊訓練を既に修了した者から選考試験が行われる。
7日間の選考過程を通過すると、ファクタティヴァにある本部にて訓練が開始される。訓練の内容は狙撃、CQC、爆発物、空挺、ヘリボーン、救急などである。

## 装備
- IMI タボールAR21
- H&K MP5
- M4カービン
- レミントンM700
- レミントンMSR
- IMI ガリル
- モスバーグM500
- ベレッタM92
- グロック17

## 参考資料
- マイク・ライアン, クリス・マン, アレグザンダー・スティルウェル 著、小林朋則 訳『ヴィジュアル版 世界の特殊部隊-戦術・歴史・戦略・武器』原書房、2004年2月。ISBN 978-4562037278。